# Grand Hotel Campo dei Fiori
Il Grand Hotel Campo dei Fiori di Varese è un albergo situato sul monte Tre Croci, nella zona a nord del territorio comunale di Varese. Progettato nel 1908 da Giuseppe Sommaruga, fu molto attivo nella prima metà del Novecento e rappresenta, per struttura e arredi, un notevole esempio di liberty italiano. È stato chiuso nel 1968.

## Storia

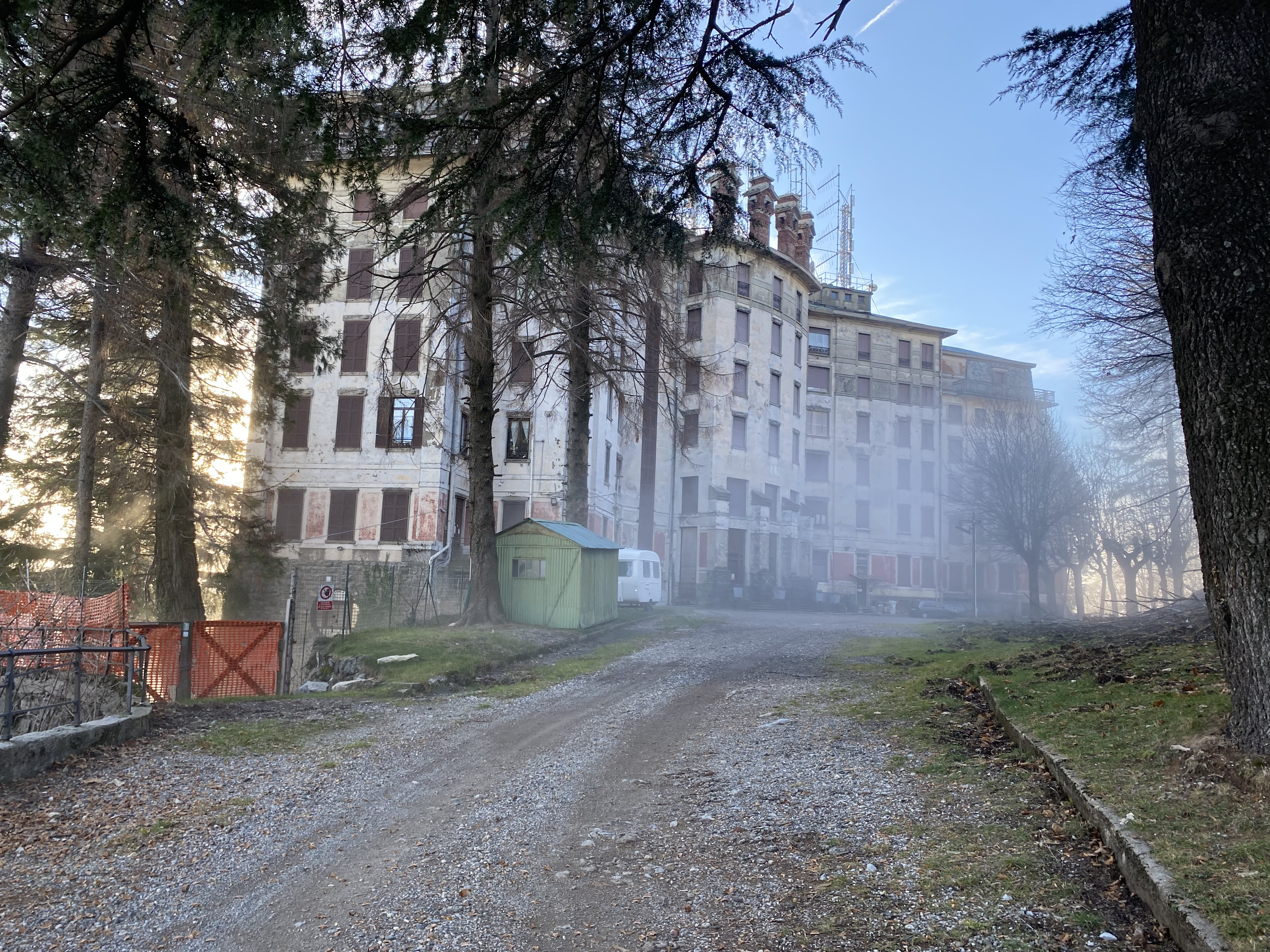
Grand hotel campo dei fiori nel 2022

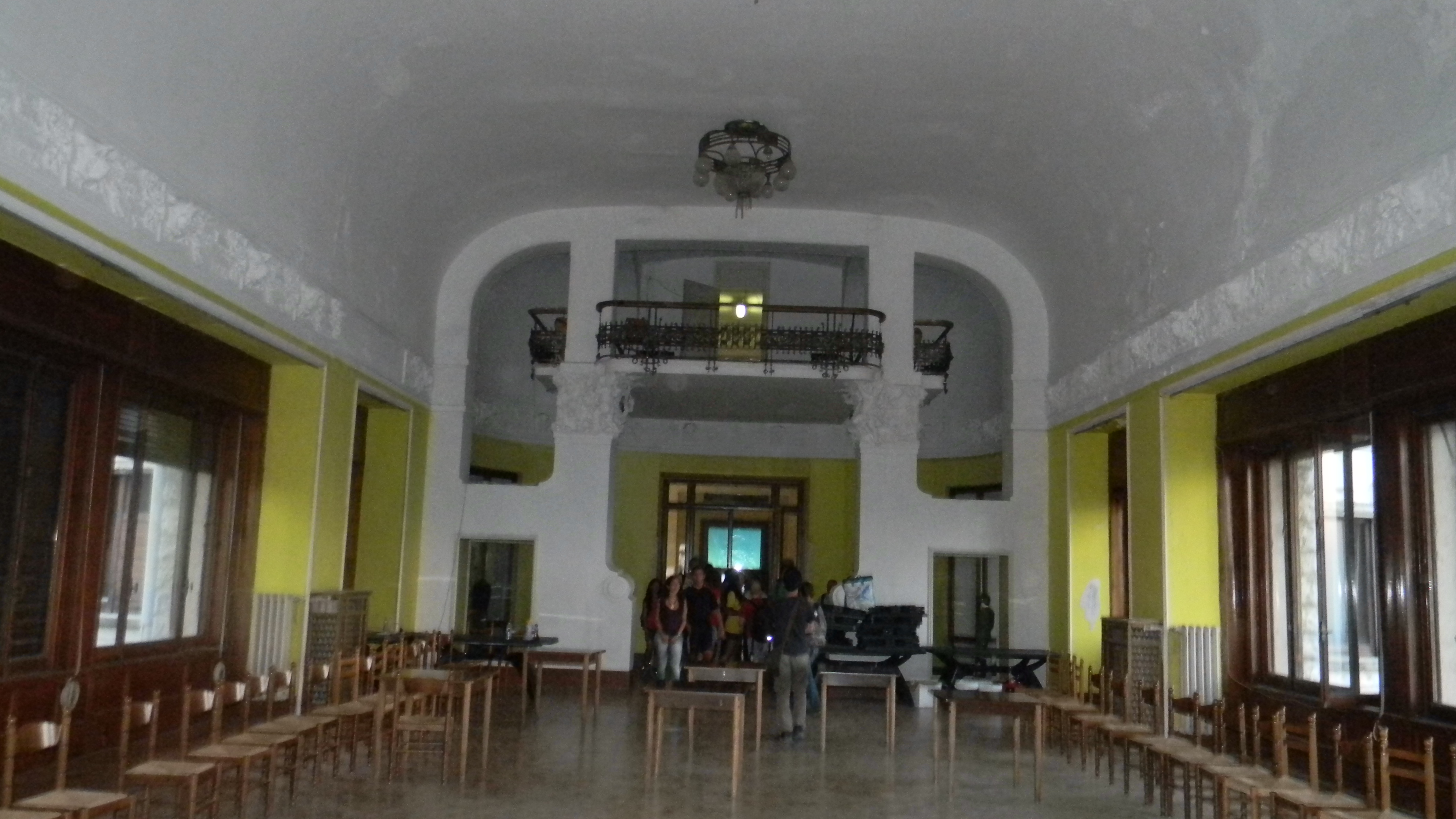
Interno dell'albergo: il salone delle feste

Nel primo decennio del XX secolo il Varesotto era divenuto una popolare meta di villeggiatura estiva. Una delle località preferite dai turisti era il monte Campo dei Fiori, che offriva la quiete e il fascino della natura selvaggia montana a poca distanza dal centro della città di Varese. Vari privati pertanto decisero di costruire, sul versante sud della montagna, varie ville, perlopiù nello stile architettonico allora maggiormente in voga, il liberty. In realtà la costruzione unisce il tardo liberty e i prodromi del futurismo, corrente stilistica che avrebbe preso piede all'inizio del '900 a Milano. 
Complice il contestuale sviluppo della rete dei trasporti (funicolare e tramvie), nel 1907 alcuni imprenditori, interessati ad investire nel turismo a Varese e al Campo dei Fiori, decisero di costituire la Società Anonima dei Grandi Alberghi Varesini ed incaricarono l'architetto Giuseppe Sommaruga, uno dei maggiori esponenti del liberty italiano, di progettare degli edifici a scopo ricettivo, alcuni dei quali da costruirsi nella zona del monte Tre Croci. Nella fattispecie, fu commissionato un albergo da 30 camere (che diventerà poi il ristorante Belvedere), le stazioni della funicolare e un altro hotel da 200 camere (il Grand Hotel), molto lussuoso.
Il cantiere ebbe inizio nel 1910 e terminò nel 1912, mentre il ristorante e la funicolare (che fu data in gestione alla Società Varesina per Imprese Elettriche) entrarono in funzione qualche tempo prima. 
Per la costruzione del complesso furono impiegate ingegnose soluzioni costruttive ed impiantistiche, comprese mine e cariche di dinamite per scavare la roccia, e l'intervento complessivo modificò profondamente il paesaggio della zona, giacché attorno agli edifici fu costruito un vasto giardino. Dopo la sua apertura, per circa mezzo secolo il complesso fu meta di un grande flusso di turismo d'élite, interrotto solo dalle due guerre mondiali. Nel 1944 fu utilizzato come Ospedale Militare. Nel 1947 un incendio devastò l'ultimo piano, che fu riparato frettolosamente con una struttura prefabbricata. Nel 1953, con la chiusura della funicolare, ebbe inizio il declino del flusso turistico e, verso il 1968, albergo e ristorante chiusero i battenti.
Nei vent'anni successivi l'albergo, complice il totale disinteresse dei proprietari e la negligenza dei custodi, fu via via spogliato di molti pezzi d'arredo d'epoca (alcuni di enorme valore), di cui si salvò solo una parte. Presumibilmente attorno agli anni '80 (ma mancano fonti certe al riguardo) la mansarda prefabbricata impiantata nel 1947 fu sostituita da una più robusta copertura in muratura rivestita con guaine bituminose e fogli di rame (o materiale simile), al 2025 tuttora presente.
Negli anni ottanta del XX secolo, la famiglia Castiglioni (imprenditori varesini già proprietari della Cagiva e della Pallacanestro Varese) acquistò lo stabile dando adito ad ipotesi sulla sua riapertura. Ma la realtà fu ben diversa: con il nascere delle emittenti radiotelevisive private era sorta una forte richiesta di località in altitudine per impiantare ripetitori e relative antenne; pertanto l'albergo fu sfruttato proprio come "basamento" per i tralicci radiotelevisivi.

Per qualche anno lo stabile fu esso stesso sede di un'emittente radio locale (Radio Campo dei Fiori - FM 96.2 MHz). La situazione attuale è pressoché invariata, con l'edificio che in pratica funge esclusivamente da supporto per antenne (molte delle quali dismesse e rugginose). D'altro canto, le antenne rendono necessaria la presenza di un custode nello stabile ed un minimo di manutenzione al tetto, preservando l'edificio dall'abbandono e dalla rovina più completa, nonché da vandalismi ed ulteriori furti
Nonostante il degrado, l'area dell'albergo ha conservato un notevole fascino ed è ancora meta di curiosi, appassionati, studenti d'arte ed escursionisti che usufruiscono dei sentieri circostanti per salire all'albergo e al monte retrostante. Inoltre ogni anno, nella settimana di Ferragosto, la festa degli Alpini, che si svolge dinnanzi allo stabile, è un evento di attrazione per decine di migliaia persone.
Nel 2016 la struttura cambiò proprietà passando alla società “finalba seconda spa” assieme al gemello “palace hotel”.
Nel 2016 è stato usato come location del film Suspiria di Luca Guadagnino. Nel 2022, è stato usato come location per il videoclip della canzone Piango sulla Lambo di Gué Pequeno e Rose Villain, tratta dall'album Guesus pubblicato l'anno precedente.

## Struttura
L'albergo è facilmente raggiungibile in autobus (linea urbana CF) ed in auto, che però devono fermarsi al cancello d'ingresso, poiché la zona è comunque proprietà privata ed è pedonalizzata. Una volta entrati, superate le ex scuderie - autorimesse, di scarso valore architettonico, dopo un breve rettilineo si giunge direttamente ai piedi dello stabile.

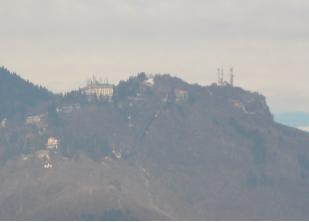
L'albergo (in alto a sinistra) visto dal colle Campigli, presso il centro di Varese

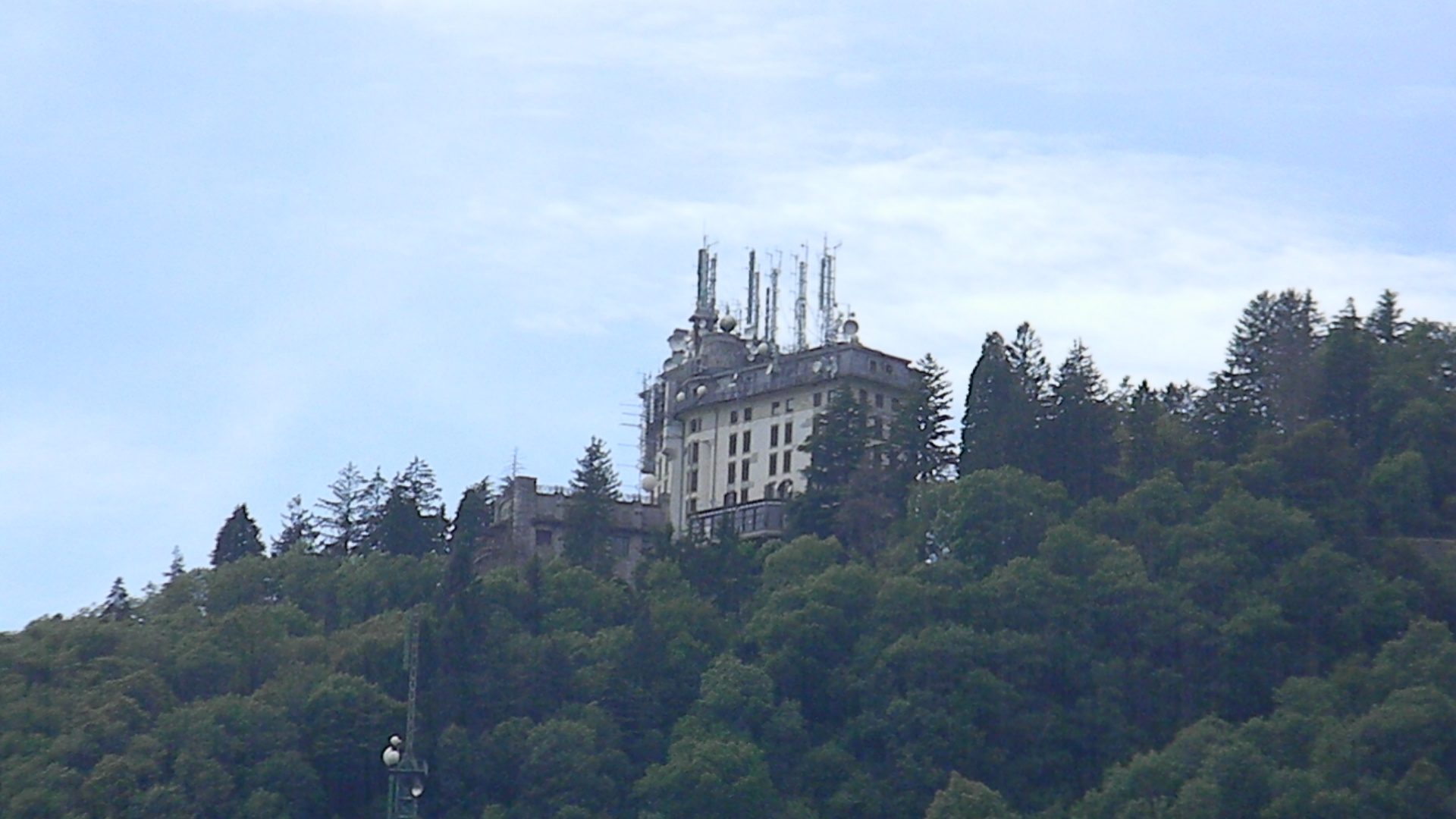
Il fronte posteriore dell'albergo, visto dal Sacro Monte di Varese. Si notano le varie antenne per telecomunicazioni che popolano il tetto e, seminascosto dagli alberi, il portico centrale.

L'edificio dell'albergo planimetricamente si divide in tre settori: un corpo centrale proteso verso la valle di Varese e due ali laterali asimmetriche e sfalsate, che formano una V aperta verso nord.
Come detto precedentemente, l'aspetto attuale dell'edificio è notevolmente segnato dall'intervento di riparazione dopo l'incendio che distrusse l'ultimo piano: la differenza fra la mansarda con tetto in lamiera e le pareti sottostanti è notevolmente visibile. Sulla facciata spiccano tre lampioni di ferro battuto, l'insegna ancora leggibile e i quattro monumentali comignoli centrali, giusto sopra le tre porte d'ingresso. Un fregio color bordeaux abbraccia tutto l'edificio all'altezza del primo piano.
Il fronte posteriore è la parte meglio conservata dell'edificio. Si presenta più alto della facciata nord, giacché il terreno circostante si trova su un piano maggiormente ribassato.
Su questo fronte si riconosce il seminterrato, segnato da dei muri realizzati in nuda pietra calcarea e da grandi finestroni circolari con inferriate, che ospita i locali riservati al personale (cucine, lavanderie, dormitori...). Al centro della facciata posteriore si trova un maestoso portico in pietra, proteso verso la valle di Varese, che sorregge il salone delle feste e sotto il quale si trova l'entrata secondaria dello stabile. Secondo il progetto originale, questa struttura sarebbe dovuta essere la stazione d'arrivo della funicolare, ma l'idea fu poi abbandonata a causa dell'eccessiva rumorosità dei motori. Notevoli le decorazioni scolpite nella pietra e nel cemento, le elaborate ringhiere in ferro battuto e i doccioni a forma di drago, opera di Alessandro Mazzucotelli e, per ultima, l'imponente volta di laterizi, dettagli che conferiscono al portico un aspetto "gotico" e misterioso. 
Superato il portico, sull'ala est del palazzo si intravede, al primo piano, il salone del ristorante, costruito parzialmente in una veranda a sbalzo che si distacca dall'edificio.

## Grotta Marelli
Nel prato del fronte posteriore si trova anche l'ingresso di una cavità carsica chiamata grotta Marelli dal suo scopritore, usata in parte come cantina dall'albergo e in parte aperta a spedizioni speleologiche e turistiche e interventi di speleoterapia. Attualmente non è visitabile in senso turistico, se non in occasioni speciali e con molte restrizioni.
L'ingresso della grotta è a quota 1027 m s.l.m. e ha, allo stato attuale, un dislivello di 508, per uno sviluppo totale superiore ai 2900 m. Possiede una temperatura costante di 9° ed una umidità del 99%. L'acqua che vi percola, con un pH di 8.1 e una durezza di 29,6, drena nel lago di Varese.

## Galleria d'immagini

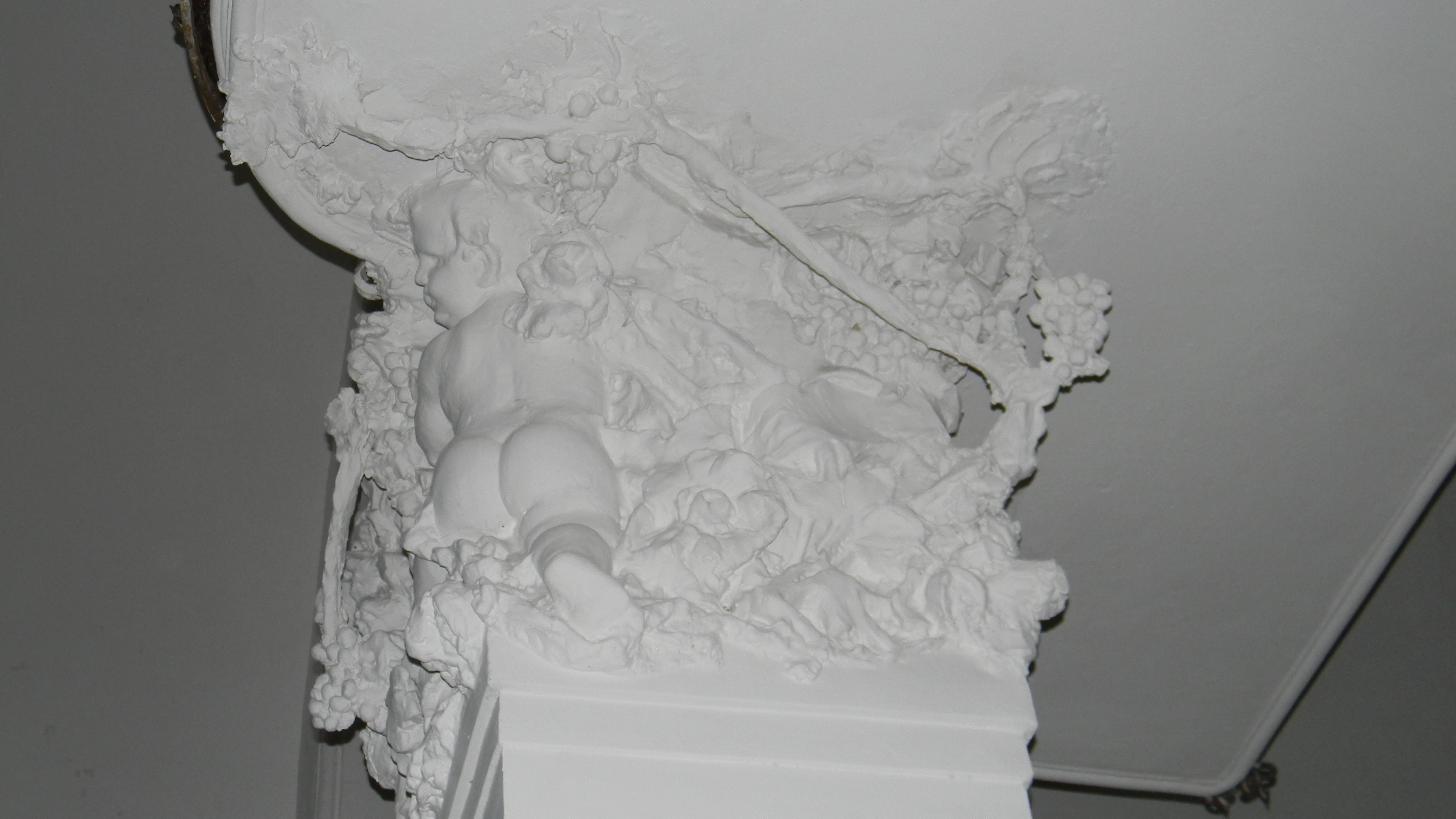
Dettaglio di un capitello all'interno dell'albergo
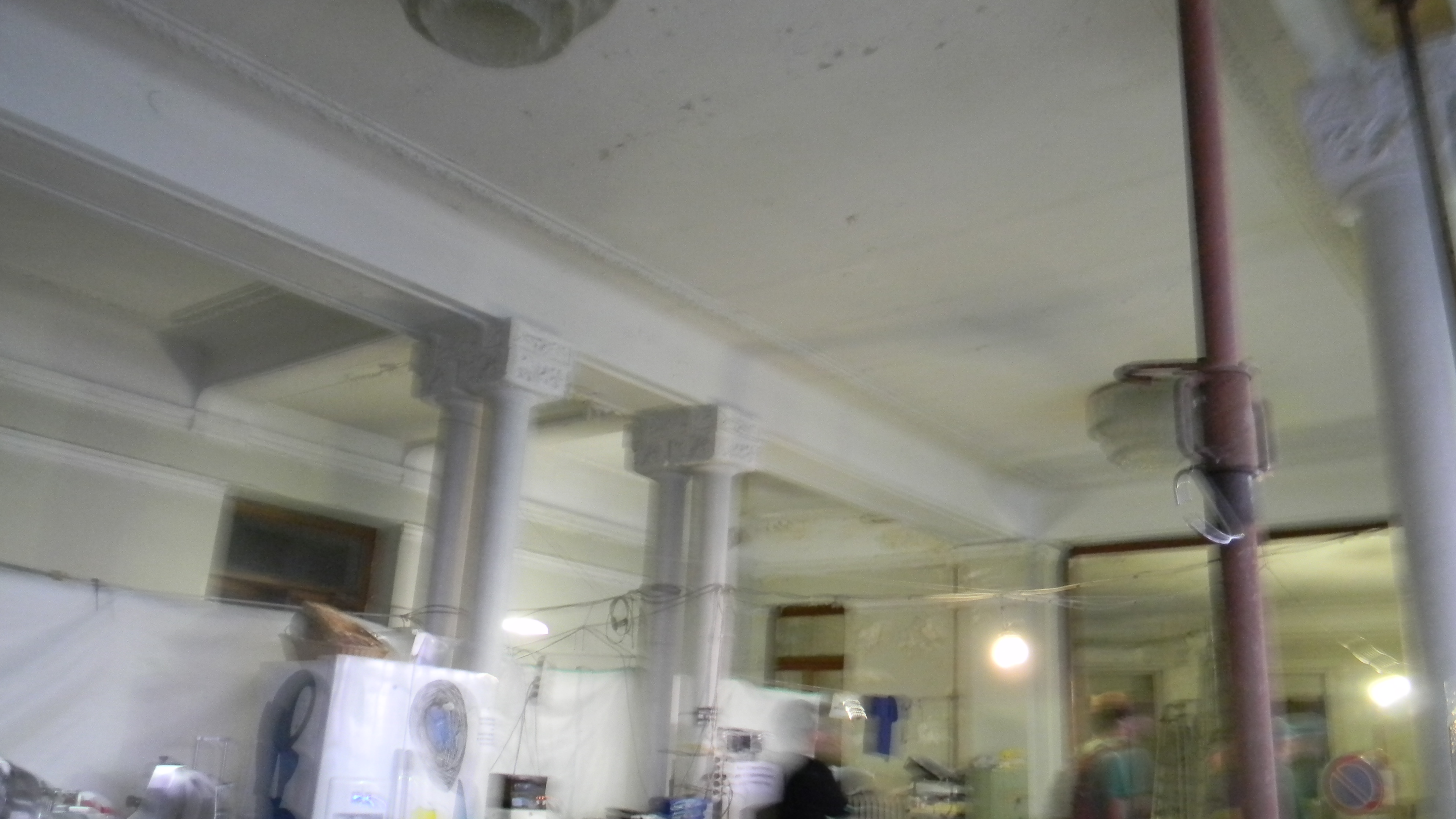
Scorcio dell'interno del pianterreno come si presentava a metà 2012
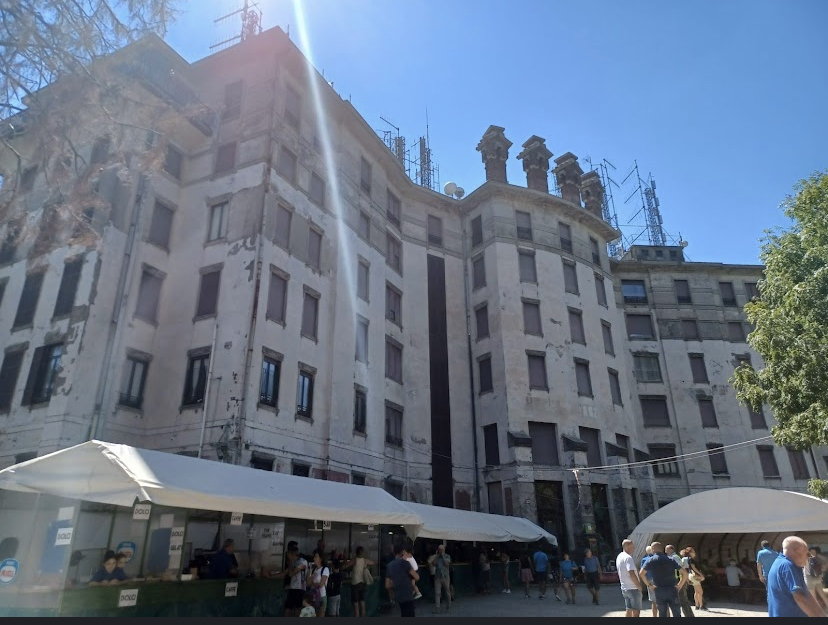
Il Grand Hotel nel 2022